# Kaşıkçı, Karlıova
Kaşıkçı là một xã thuộc huyện Karlıova, tỉnh Bingöl, Thổ Nhĩ Kỳ. Dân số thời điểm năm 2010 là 155 người.